# Bohnstedt-Gymnasium Luckau
Das Bohnstedt-Gymnasium liegt in der Stadt Luckau im Landkreis Dahme-Spreewald und hat seine Wurzeln im 13. Jahrhundert. Damit gehört es zu den ältesten Schulen im deutschsprachigen Raum und ist das älteste Gymnasium im Bundesland Brandenburg. Die Schule ist heute überregional bekannt als Standort von Fremdsprachenausbildung und für die Leistungen als Schule mit hervorragender Berufs- und Studienorientierung und Siegelschule 2019.

## Geschichte

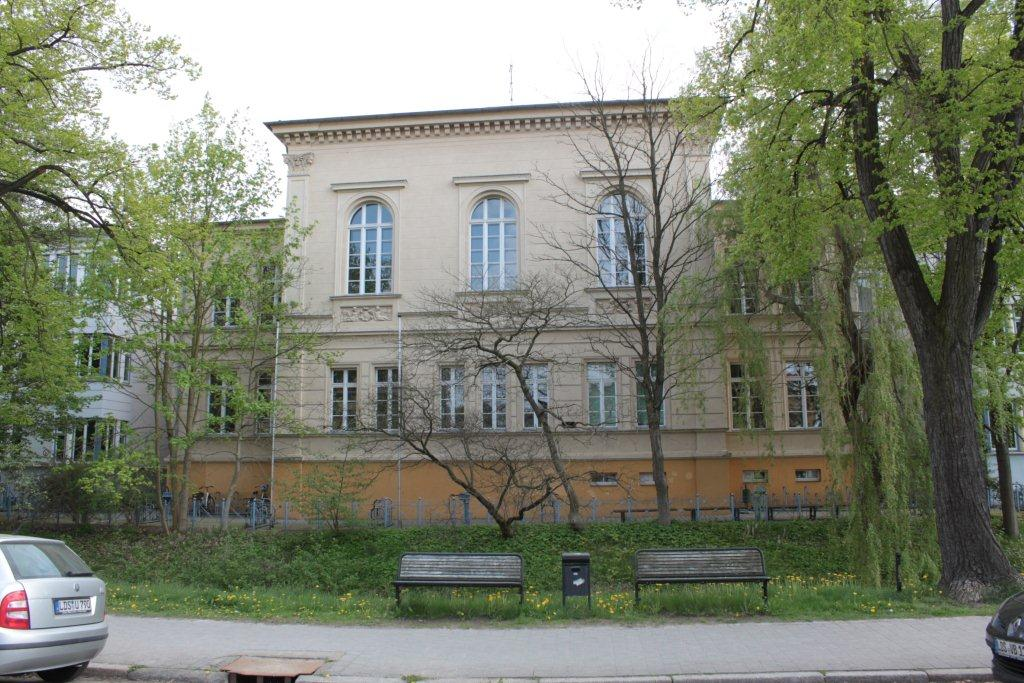
Ansicht des historischen Haus III vom Manteuffelplatz aus.

Seit 1281 ist im Zusammenhang mit der Hauptkirche St. Nikolai eine Pfarrschule belegt, die wohl schon einige Jahre Bestand gehabt haben muss. Während diese Schule noch darauf ausgerichtet war, den Schülern die nötigen Lateinkenntnisse für ihre Kirchendienste zu vermitteln, entwickelte sich die Bildungseinrichtung in den kommenden Jahren schnell weiter. Seit der Mitte des 14. Jahrhunderts handelte es sich um eine höhere Lateinschule, die auch das Hochschulstudium vorbereitete. Die Ausbildung war im 15. und 16. Jahrhundert bereits so gut, dass die Absolventen der Einrichtung nachweislich an Universitäten in Prag, Erfurt, Heidelberg, Rostock und Wien zu finden waren.
Erstmalig am 20. März 1817 wurde an der Schule das Abitur verliehen und ein Jahr später wurde sie offiziell zum preußischen Gymnasium erhoben. Erst 1856 wurde die Bürgerschule endgültig vom Gymnasium getrennt. 1875 übergab die Kirche das Schulgebäude der Stadt Luckau, die es 1889 an den Staat als „Königliches Gymnasium“ übergab, was es bis 1918 blieb.
Seit 1868 treffen sich die Abiturienten immer 50 Jahre nach dem Erwerb des Abiturs zu einer Feier. Auch heute noch verleiht der Förderverein des Gymnasiums das „Goldene Abitur“ jährlich. Außerdem findet jährlich am 27. Dezember auf dem Schlossberg das Ehemaligen-Treffen in feierlichem Rahmen statt und bietet  Schülern die Chance, mit Ehemaligen ins Gespräch zu kommen und von deren Erfahrungen zu profitieren.

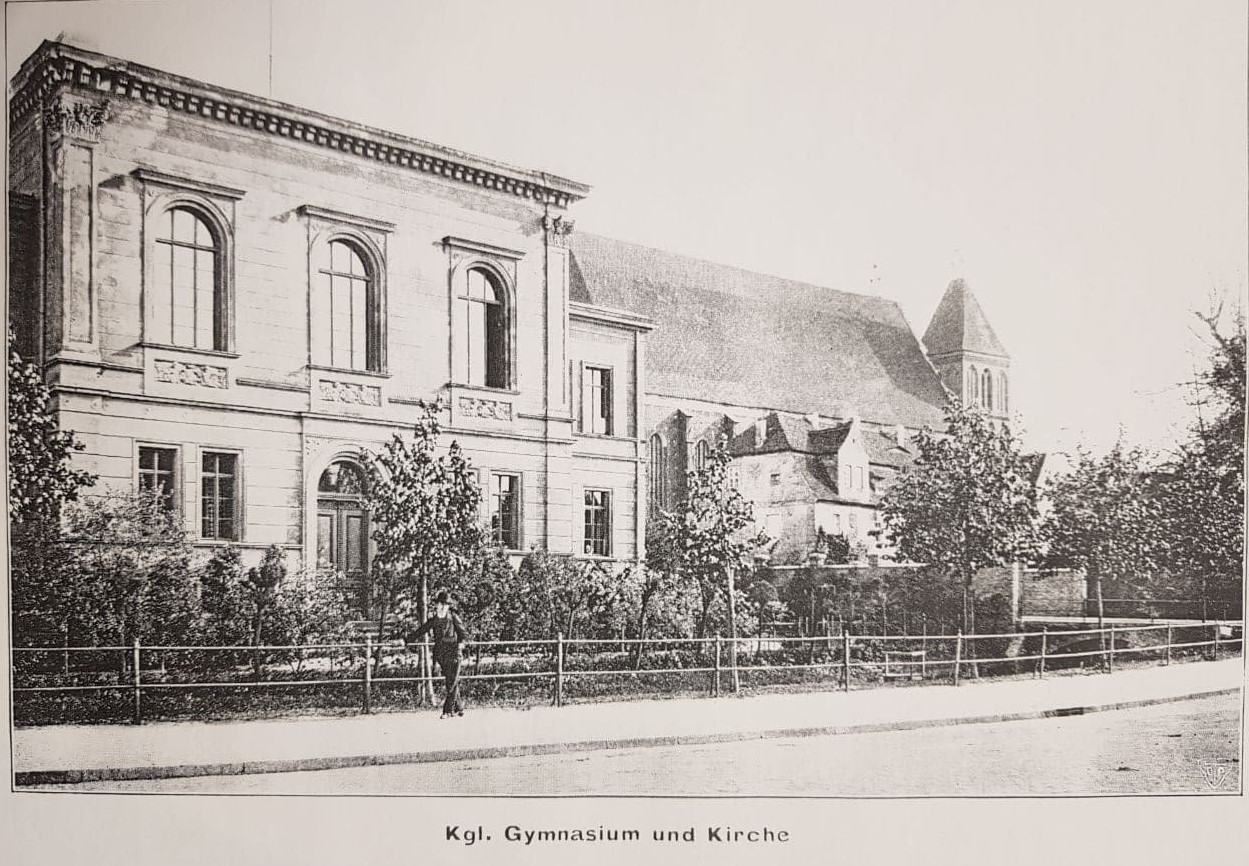
Fotografie einer Abbildung aus dem Archivbestand der Schule. Das Bild zeigt die Schule kurz nach der Errichtung des Haupthauses (Haus III) vom Manteuffelplatz aus. Der Haupteingang ist heute nicht mehr vorhanden und befindet sich nun an der Rathausstraße.

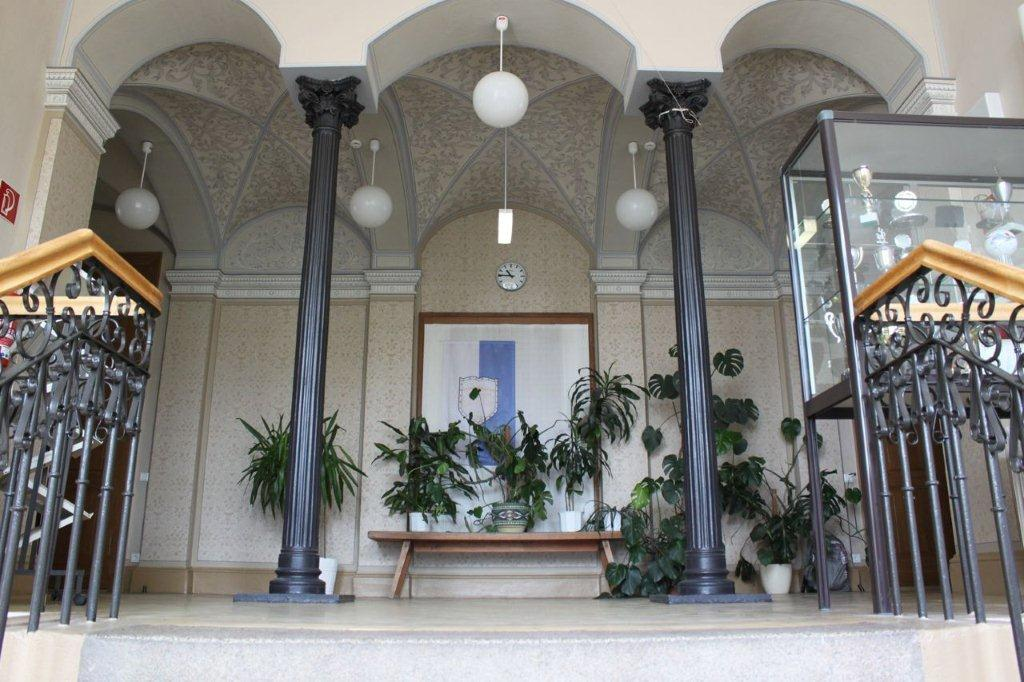
Aufgang zur historischen Aula im Haus III. An der hinteren Wand ist die Schulfahne des Gymnasiums aus dem Jahr 1893 in den Farben Blau und Weiß für Unschuld und Treue zu erkennen.

Bis in die 1980er bestand das Gymnasium durchgehend. 1982 wurde die damalige EOS Karl Liebknecht geschlossen und am 1. September 1990 als EOS wiedereröffnet. 1991 ging das Gymnasium in die Trägerschaft den Landkreises über. 2005 erhielt die Schule den Namen „Bohnstedt-Gymnasium“.

### Namensgeber

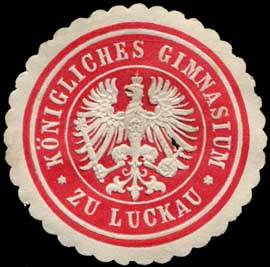
Historische Siegelmarke des Gymnasiums.

Alexander Reinhold Bohnstedt ist der Namensgeber des Gymnasiums. Von 1869 bis 1903 unterrichtete der Pädagoge und Botaniker am Luckauer Gymnasium. Für seine Verdienste an der Gesellschaft und seine akademische und pädagogische Arbeit wurde der überzeugte Humanist 1884 zum Professor ernannt. 1882 gab er die botanische Bestimmungshilfe Flora Luccaviensis heraus. Zusammen mit seinen Schülern hatte er  Exkursionen in die nahe Umgebung und  bis nach Rügen unternommen, was damals noch  ungewöhnlich und modern war. Bis heute steht das Gymnasium in dieser besonderen Tradition mit ausgeprägtem Bezug zur Region und der Stadt Luckau, aber auch dem besonderen Anspruch, Begegnungen mit anderen Ländern und Kulturen zu ermöglichen.

## Aktuelles pädagogisches und fachliches Profil

### Fachlicher Schwerpunkt
Die Schule hat ihre Schwerpunkte im Bereich der Fremdsprachenausbildung und in der vertieften Berufs- und Studienorientierung gewählt. Eine besondere Bedeutung haben dabei auch die Partnerschaften mit Schulen im Ausland und die  Sprachfahrten nach England, Spanien und Frankreich. Die Fremdsprachen zeichnen sich durch ein  Angebot  für Englisch, Spanisch, Französisch und Latein bis in die Oberstufe aus.
Die Berufs- und Studienorientierung ist seit 2009 ein Element des Schulprofils. Seit 2013 ist die Schule vom Netzwerk Zukunft als „Schule mit hervorragender Berufs- und Studienorientierung“ durchgängig zertifiziert. Zu diesem Zweck hat die Bildungseinrichtung ein Netzwerk von  Partnern geschaffen, das bei jährlichen Veranstaltungen für die Schülerschaft dazu dient, Zukunftsperspektiven zu entwickeln und Verbindungen zu knüpfen. Ein besonderes Ereignis ist dabei „Abi – wie weiter?“ für die Jahrgänge 10 und 11. Eine weitere Besonderheit ist die Schulküche, in der die  Schüler in kleinen Gruppen Grundfertigkeiten im Kochen und der gesunden Ernährung in Klasse 8 und 9 erwerben.
2019 erhielt die Schule die Auszeichnung als Botschafterschule des Netzwerk Zukunft.
Trotz der Schwerpunktbildung im Bereich der Fremdsprachen bietet die Schule ein anspruchsvolles naturwissenschaftliches Angebot mit Vertiefungsmöglichkeiten im Wahlpflichtbereich, Profilstunden im Fach Mathematik und breitem Angebot in den MINT-Kursen in der Oberstufe.

### Pädagogische Arbeit
Schülerinnen und Schüler werden gemeinsam und inklusiv unterrichtet. Traditionell bietet die Schule ein familiäres Umfeld mit einer starken Einbindung der Schüler und der Eltern.
Seit 2019 hat die Schule ihre technische Infrastruktur mit Hilfe des Schulträgers und des Landes Brandenburg  verbessert.  PC-Arbeitsplätze, die Verwendung einer Schulcloud und ein mobiles digitales Angebot für den Stundenplan und die Kommunikation per Schul-Messenger bilden den Rahmen für einen modernen Unterricht. Seit 2020 setzt die Schule einen weiteren Fokus auf die Medienbildung und hat dafür ein ständiges Unterrichtsangebot ab Klasse 7 in Zusammenhang mit der Schulsozialarbeit geschaffen, das neben den technischen Aspekten des digitalen Unterrichts und entsprechenden Grundfertigkeiten in digitalen Bildungsumgebungen auch den sensiblen Umgang mit sozialen Medien beinhaltet und präventiv arbeitet.
Seit 2021 befindet sich die Schule in einer Erprobungsphase für ein eigenes Schulhunde-Projekt.
Zusammen mit der Theaterloge Luckau und der Niederlausitzer Musik- und Kunstschule schafft die Schule Angebote zur Stärkung der Ausbildung im ästhetisch-musischen Bereich, die auch die sozialen Kompetenzen der Schülerschaft stärken und Konflikten vorbeugen sollen.

## Schulleitungen seit 1990
Rudolf Köppel (1990–1994)
Dietmar Becker (1994–2010)
Sabine Heß (2010–2018)
Roswitha Heine (2018/19)
Peter Guhra (seit 2019)

## Schüler
- Christian Albrecht Ermel (1673–1737), Geistlicher
- Carl Friedrich Gottlob Foertsch (1805–1878), Klassischer Philologe, Gymnasiallehrer und Schulleiter in Naumburg

## Lehrer
- Alexander Reinhold Bohnstedt,  (1839–1903), Pädagoge und Botaniker, Namensgeber der Schule
- Carola Hartfelder (* 1951), Politikerin